# Aphelandrella
Aphelandrella là chi thực vật có hoa trong họ Acanthaceae.